# IPadOS 26
iPadOS 26は、Appleが開発するiPad向けの7番目メジャーリリースのOSである。2025年6月のWWDCで同年秋のリリース予定と発表された。iPadOS 18の後継であり、iOS 26, macOS 26, watchOS 26, visionOS 26, tvOS 26とともに発表された。同年7月24日よりパブリックベータ版配布が開始された。正式リリース版は2025年秋に配信が予定されている。
このバージョンのiPadOSから、AppleはすべてのOSで一貫性を持たせ、番号を26で統一した。
iPadOS 26では、新しいLiquid Glassデザイン言語を採用している。Apple A11以降のNeural Engineを搭載したiPad専用のiPadOSであり、10.2インチディスプレイを搭載した最初の機種第7世代iPadのみサポートを終了する。iOS 11以来で、この1モデルのみサポート終了となる。

## 新機能と変更点

### ユーザインタフェイス
iOS 7以降で初めてUIが刷新され、Liquid Glassというデザイン言語を用い、visionOSのように透明度を高めたアイコンやメニューが採用される。

### ウィンドウ管理
新しく採用されたウィンドウ・システムによりUXは、macOSに近づく。アプリの表示サイズは自由に変更できるようになり、ウィンドウ左上の3つボタンで、小さくする、閉じる、全画面表示、を選べるようになる。ディスプレイ上部を下にスワイプすると、macOSに似たメニューバーも利用できるようになる。ウィンドウをフリックしたりすることで、ウィンドウはタイリング表示もできる。
新システムでは、どのウィンドウがアクティブに使用されているか分析し、ウィンドウ・レンダリングを最適化する新しいウィンドウ・エンジンを搭載している。これにより、iPadOS 26をサポートするすべてのiPadで新しいウィンドウ・システムを利用できるようになり、同時に画面により多くのウィンドウを表示できる。
従来のフルスクリーンとStage Managerのウィンドウ管理モードは引き続き利用可能である。Stage ManagerはiPadOS 18をサポートするApple MシリーズとAシリーズを搭載したiPad Proモデルだけでなく、iPadOS 26をサポートするすべてのiPadで利用できるようになった。
Split ViewとSlide Overは、新しいウィンドウ管理システムで置き換えられ、廃止された。

### ジャーナル
「ジャーナル」アプリはiOS専用であったが、Apple Pencilに対応したiPadOS版が利用できるようになる。

### プレビュー
iPadOS 26では、macOSのものと同様でApple Pencilに対応した「プレビュー」アプリを利用できる。

### ローカル収録
iPadOS 26では、ビデオ会議などのアプリを使用しながら、高品質のビデオとオーディオストリームを個別に録画できるようになり、それを共有したり、ポッドキャスティング用の編集アプリケーションで使用したりできる。ローカル収録では、MP4ファイルで映像はHEVC、音声はFLACでエンコードされる。

## 対応機種
iPadOS 26は、Apple A12プロセッサ以降を搭載したデバイスのみに対応するため、iPad（第7世代）のサポートは終了した。Apple IntelligenceはApple M1またはApple A17 Proプロセッサ以降を搭載するデバイスに対応する。
対応機種リスト:
- iPad (第8世代) 以降
- iPad mini (第5世代) 以降
- iPad Air (第3世代) 以降
- iPad Pro 11インチ (第1世代) 以降
- iPad Pro 12.9インチ (第3世代) 以降
- iPad Pro 13インチ (M4)

## バージョン履歴
2025年6月9日、iPadOS 26の最初の開発者向けベータ版がリリースされた。
|  | 過去のリリース |  | 現在のリリース |  | 現在のベータ版 |  | セキュリティ対応 |

| バージョン       | ビルド   | リリース日    | 備考   |
| ---------------- | -------- | ------------- | ------ |
| iPadOS 26 beta 4 | 23A5297i | 2025年7月22日 | [ 18 ] |